# Universidad de Oregón

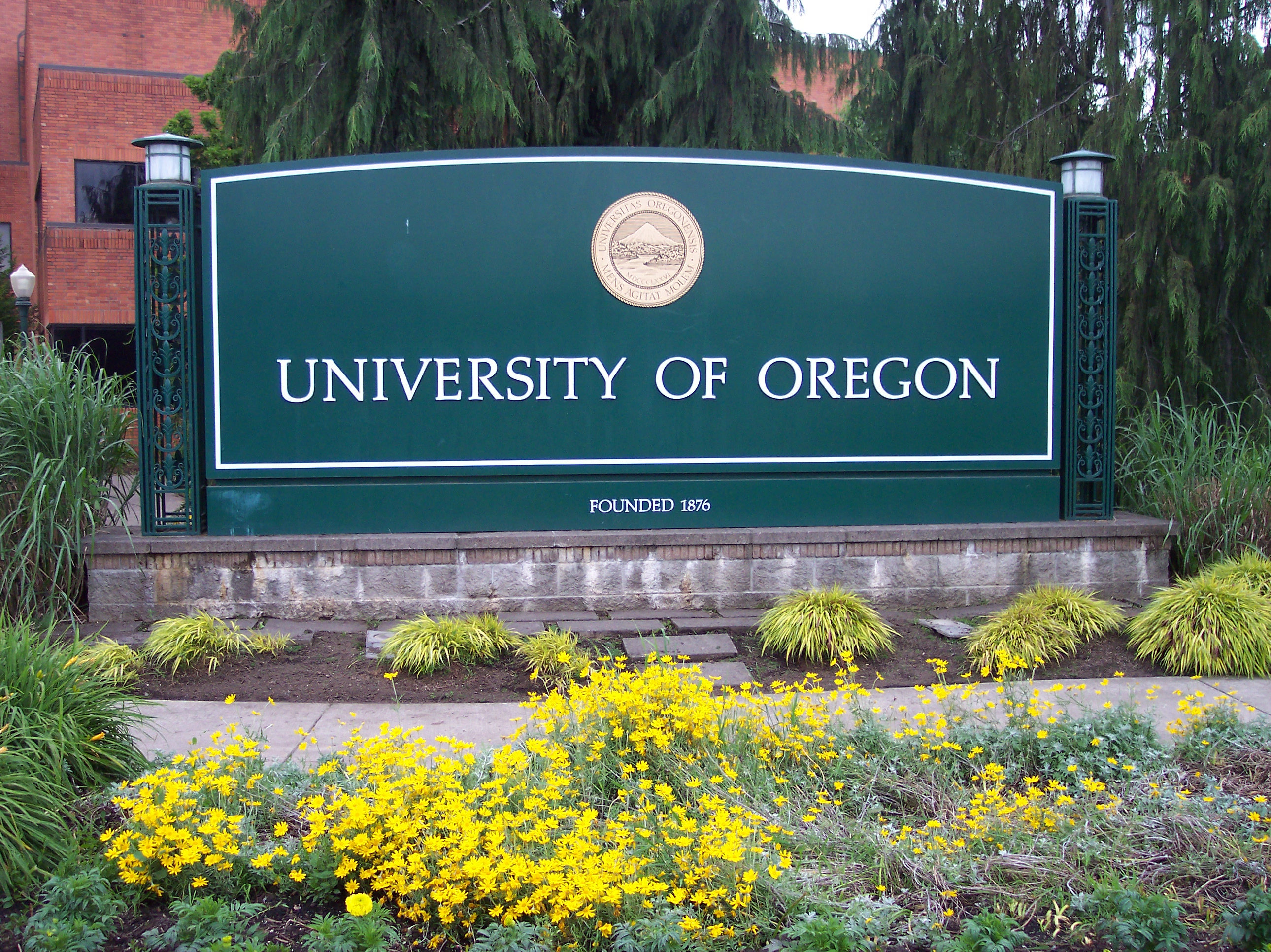

La Universidad de Oregón es una universidad pública ubicada en Eugene, Oregón (Estados Unidos).
Abrió sus puertas en 1876. Cuenta con 20.393 estudiantes y un campus de 295 hectáreas de terreno, sesenta edificios, y más de 500 tipos de árboles.

## Deportes
Los Oregon Ducks son los equipos deportivos de la Universidad de Oregón.

## Escuelas y facultades
- Escuela de Arquitectura y Artes Afines (1914)
- Facultad de Artes y Ciencias
- Charles H. Lundquist College of Business (1884)
- Facultad de Educación (1896)
- Robert D. Clark Honors College
- Facultad de Periodismo y Comunicación (1912)
- Universidad de Oregon School of Law (1884)
- Escuela de Música y Danza